# Giacomo Balla
Giacomo Balla (n. 18 iulie 1871, Torino, Italia – d. 1 martie 1958, Roma, Italia) a fost un pictor, profesor de artă și poet italian, cunoscut mai ales ca unul dintre principalii promotori ai futurismului. În picturile sale, el a descris lumina, mișcarea și viteza. A fost preocupat de exprimarea mișcării în lucrările sale, dar, spre deosebire de alți futuriști importanți, nu era interesat de mașini sau violență, lucrările sale tinzând spre spirit și fantezie.

## Biografie
Giacomo Balla s-a născut la Torino, în regiunea Piemont din Italia. A fost fiul unui fotograf și în copilărie a studiat muzica.
La vârsta de nouă ani, după moartea tatălui său, a renunțat la muzică și a început să lucreze într-o tipografie litografică. Până la vârsta de 20 de ani, interesul său pentru artele vizuale s-a dezvoltat la un asemenea nivel încât a decis să studieze pictura la academiile locale, iar câteva dintre primele sale lucrări au fost prezentate la expoziții. După studii academice la Universitatea din Torino, Balla s-a mutat la Roma în 1895, unde a cunoscut-o și s-a căsătorit ulterior cu Elisa Marcucci. Timp de mai mulți ani, a lucrat la Roma ca ilustrator, caricaturist și portretist. În 1899, lucrările sale au fost expuse la Bienala de la Veneția, iar în anii care au urmat, arta sa a fost prezentată la expoziții importante din Roma și Veneția, precum și la München, Berlin și Düsseldorf, la Salon d'Automne⁠(d) din Paris și la galerii din Rotterdam.
În jurul anului 1902, i-a învățat tehnici divizioniste pe Umberto Boccioni și Gino Severini⁠(d). Influențat de Filippo Tommaso Marinetti, Giacomo Balla a adoptat stilul futurismului, creând o reprezentare picturală a luminii, mișcării și vitezei. A fost semnatar al Manifestului Futurist în 1910. Tipice pentru noul său stil de pictură sunt Dinamismul unui câine în lesă (1912) și lucrarea sa din 1914 Viteză abstractă + sunet (Velocità astratta + rumore). În 1914, a început să proiecteze mobilier futurist, precum și așa-numitele haine futuriste „antineutre”. Balla a început să lucreze și ca sculptor, creând, în 1915, cunoscuta lucrare intitulată Pumnul lui Boccioni, bazată pe „linii de forță” (Linee di forza del pugno di Boccioni).
În timpul Primului Război Mondial, atelierul lui Balla a devenit un loc de întâlnire pentru tinerii artiști.
În 1935, a fost numit membru al Accademiei di San Luca⁠(d) din Roma.
În 1955, Balla a participat la Documenta 1⁠(d) din Kassel.
A murit la 1 martie 1958.

## Lucrări importante
Tabloul lui Balla din 1909, Lumina străzii, reprezintă un exemplu de explorare a luminii, atmosferei și mișcării. În această lucrare, Balla folosește un model în V care se repetă în tușele sale. Aceste tușe puternice și clare sunt folosite pentru a descrie energia și strălucirea care provin de la lampă. În plus, Balla a folosit culori intense. Aceste culori intense, alb și galben, încep din centrul lămpii și trec la tonuri mai reci mai departe de becul lămpii.
Cele mai faimoase lucrări ale lui Balla, cum ar fi Dinamismul unui câine în lesă din 1912, urmăresc să exprime mișcarea – și astfel trecerea timpului – prin intermediul picturii. Abordarea sa de a portretiza mișcarea este demonstrată în această lucrare prin afișarea concomitentă a diferitelor aspecte ale unui obiect în mișcare. Balla surprinde cu acuratețe mișcarea unui câine care se străduiește să țină pasul cu proprietarul său pictând numeroase picioare, cozi și lese. Cubismul a inspirat această fascinație pentru păstrarea unei singure clipe într-un varietate de planuri. Abordarea aduce, de asemenea, un omagiu cronofotografiei, care a fost o metodă timpurie de a fotografia mai multe etape ale mișcării.
Lucrarea lui Bala din 1912, Mâna violonistului din 1912, descrie mișcarea frenetică a unui muzician care cântă și se inspiră din cubism și din experimentele fotografice ale lui Marey și Eadweard Muybridge.
În seria sa abstractă din 1912-1914, Iridescent Interpenetration, Balla încearcă să separe experiența luminii de percepția obiectelor ca atare.
Viteză abstractă + sunet (1913–14) este un studiu al vitezei simbolizate de automobil. Inițial, este posibil să fi făcut parte dintr-un triptic.
Seria lui Balla din 1914, Mercur trecând prin fața Soarelui, descrie tranzitul lui Mercur prin fața Soarelui din 17 noiembrie 1914. Balla a creat cel puțin o duzină de versiuni și studii ale acestei lucrări.
Balla a fost o voce principală în mișcarea futuristă care a implicat moda. Modelele sale particulare s-au concentrat pe linii de culoare ascuțite, forțate, îndrăznețe și masculine. Balla a conceput un articol de îmbrăcăminte ciudat, cu modele agresive numite „linii de forță” în culorile roșu, alb și verde ale drapelului italian, completat cu o beretă tricoloră asortată. Scopul a fost de a transforma purtătorul într-un „steag uman” și de a incita publicul italian să se alăture Germaniei în urmărirea unei politici violente și naționaliste.

## Moștenire
În 1987, unele dintre lucrările sale de artă au fost expuse la Documenta 8⁠(d), o expoziție de artă modernă și artă contemporană care are loc la fiecare cinci ani în Kassel, Germania.